# 도다시
도다시(일본어: 戸田市)는 일본 사이타마현 남부에 있는 시이다. 아라카와강을 경계로 도쿄도와 접한다.

## 지리
북쪽으로 사이타마시, 동쪽으로 와라비시와 가와구치시와 각각 접하고, 서쪽으로 아사카시와 와코시, 남쪽으로 도쿄도 이타바시구와 기타구와 아라카와강을 경계로 접한다. 지형은 대개 평탄한 저지이다.
아라카와강, 사사메강, 쇼부강, 아라카와 좌안 배수로, 가미토다강, 부조강이 흐른다.

## 역사
- 1889년 4월 1일 - 정촌제 시행으로 기타아다치군 도다촌이 성립하였다.
- 1941년 6월 1일 - 정으로 승격해 도다정이 되었다.
- 1957년 7월 20일 - 기타아다치군 미사사촌과 합병해 새로운 도다정이 되었다.
- 1966년 10월 1일 - 시로 승격해 도다시가 되었다.

## 경제
도다의 주거와 상업 발전은 도쿄와의 근접성과 효율적인 통근 철도망을 이용 가능한 덕분이었다. 이는 도다가 도쿄의 베드타운 역할을 할 수 있게 했고 그러므로 도쿄 지역에서 일하기를 희망하는 사람들이 살기에 적절한 위치가 되었다. 인구는 1980년대에 3개의 사이쿄선 역이 세워진 이래 계속 증가하고 있고 이는 경제와 도시 개발에 눈에 띄는 긍정적인 효과를 주었다.

## 교통

### 철도
- 동일본 여객철도 사이쿄선

### 도로
- 도쿄 외환 자동차도
- 수도고속도로
- 국도 제17호선
- 국도 제298호선

## 인구
| 연도 | 인구    | ±%      |
| ---- | ------- | ------- |
| 1960 | 30,752  | —       |
| 1970 | 69,511  | +126.0% |
| 1980 | 78,435  | +12.8%  |
| 1990 | 87,599  | +11.7%  |
| 2000 | 108,039 | +23.3%  |
| 2010 | 123,079 | +13.9%  |
| 2020 | 140,899 | +14.5%  |